# Pseudonicsara
Pseudonicsara is een geslacht van rechtvleugeligen uit de familie van de sabelsprinkhanen (Tettigoniidae). De wetenschappelijke naam van dit geslacht is voor het eerst geldig gepubliceerd in 1912 door Heinrich Hugo Karny.

## Soorten
Het geslacht Pseudonicsara omvat de volgende soorten:
- Pseudonicsara bomberi Ingrisch, 2009
- Pseudonicsara digitata Ingrisch, 2009
- Pseudonicsara dodinga Ingrisch, 2009
- Pseudonicsara furcata Ingrisch, 2009
- Pseudonicsara halmahera Ingrisch, 2009
- Pseudonicsara hum Ingrisch, 2009
- Pseudonicsara leopoldi Willemse, 1933
- Pseudonicsara lita Hebard, 1922
- Pseudonicsara nana Ingrisch, 2009
- Pseudonicsara sinuata Ingrisch, 2009
- Pseudonicsara siwi Ingrisch, 2009
- Pseudonicsara spinibranchis Ingrisch, 2009
- Pseudonicsara stridulans Ingrisch, 2009
- Pseudonicsara taliabu Ingrisch, 2009
- Pseudonicsara wanigela Ingrisch, 2009
- Pseudonicsara abbreviata Ingrisch, 2009
- Pseudonicsara aeruginifrons Karny, 1911
- Pseudonicsara apicata Ingrisch, 2009
- Pseudonicsara apingan Ingrisch, 2009
- Pseudonicsara april Ingrisch, 2009
- Pseudonicsara arcuata Ingrisch, 2009
- Pseudonicsara bitriangulata Ingrisch, 2009
- Pseudonicsara buergersi Ingrisch, 2009
- Pseudonicsara cervus Ingrisch, 2009
- Pseudonicsara clavus Ingrisch, 2009
- Pseudonicsara concha Ingrisch, 2009
- Pseudonicsara crassicercus Karny, 1912
- Pseudonicsara dilatata Ingrisch, 2009
- Pseudonicsara divitata Ingrisch, 2009
- Pseudonicsara excisa Ingrisch, 2009
- Pseudonicsara fascifrons Naskrecki & Rentz, 2010
- Pseudonicsara finister Ingrisch, 2009
- Pseudonicsara forceps Ingrisch, 2009
- Pseudonicsara gugusu Naskrecki & Rentz, 2010
- Pseudonicsara karimui Ingrisch, 2009
- Pseudonicsara lehm Ingrisch, 2009
- Pseudonicsara lina Ingrisch, 2009
- Pseudonicsara lobaspoides Karny, 1907
- Pseudonicsara maritima Ingrisch, 2009
- Pseudonicsara minuta Ingrisch, 2009
- Pseudonicsara missim Ingrisch, 2009
- Pseudonicsara nomo Ingrisch, 2009
- Pseudonicsara ornata Brunner von Wattenwyl, 1898
- Pseudonicsara pallidifrons Brunner von Wattenwyl, 1898
- Pseudonicsara pugio Ingrisch, 2009
- Pseudonicsara semicruciata Brunner von Wattenwyl, 1898
- Pseudonicsara spatula Ingrisch, 2009
- Pseudonicsara spinicercus Karny, 1912
- Pseudonicsara stylata Ingrisch, 2009
- Pseudonicsara uncinata Ingrisch, 2009
- Pseudonicsara undulata Ingrisch, 2009
- Pseudonicsara wanuma Ingrisch, 2009
- Pseudonicsara wau Ingrisch, 2009
- Pseudonicsara wum Ingrisch, 2009
- Pseudonicsara zugi Ingrisch, 2009
- Pseudonicsara alces Ingrisch, 2009
- Pseudonicsara curvata Ingrisch, 2009
- Pseudonicsara raffrayi Brongniart, 1897